# Kata Pejnović
Kata Pejnović ou Kata Pejinović  est une militante communiste et féministe yougoslave née le 21 mars 1899 à Smiljan dans le royaume de Croatie-Slavonie, alors partie de l'Empire austro-hongrois et morte le 10 novembre 1966 à Zagreb. Elle a pris part au mouvement des Partisans yougoslaves pendant la Seconde Guerre mondiale.

## Biographie
Née dans une famille pauvre de Serbes de la Lika, Kata doit arrêter ses études après l'école primaire en 1911 pour travailler et faire vivre sa famille. Elle est mariée jeune ; on sait peu de choses de son mari et de leurs enfants, trois fils (nés respectivement vers 1922, 1928 et 1938) et deux filles. À partir de 1936, elle s'engage dans le mouvement communiste dans le royaume de Yougoslavie. Après une période de candidature où son activité est testée, elle est admise le 10 avril 1938 comme membre du Parti communiste de Yougoslavie. Elle milite avec succès pour répandre les idées du Parti auprès des femmes et travailler au rapprochement entre Serbes et Croates : elle s'efforce d'« élever le niveau de conscience » des femmes : elle rejette le féminisme « bourgeois » et soutient que l'inégalité entre hommes et femmes doit disparaître avec le communisme et l'abolition de la propriété privée. Elle est inquiétée et perquisitionnée plusieurs fois par la police royale pour son activité communiste.

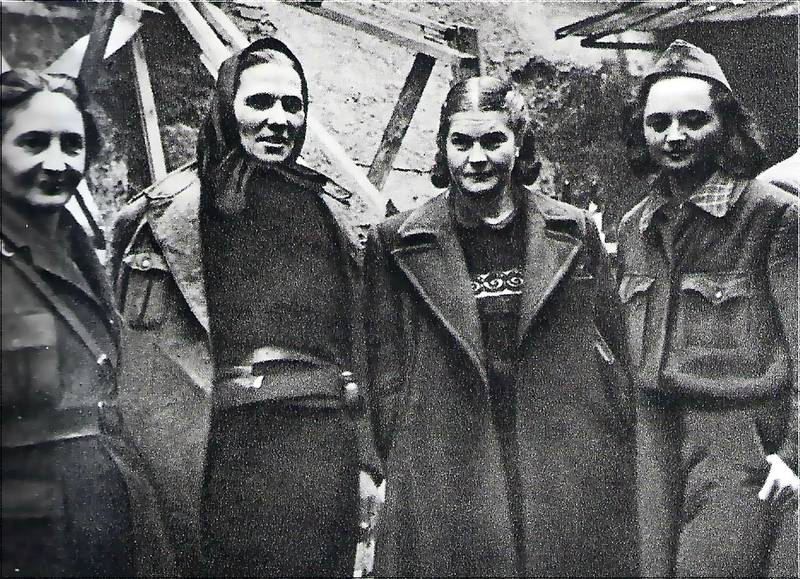
Mica Šlander Marinko, Kata Pejnović, Maca Gržetić et Mitra Mitrović au second congrès de l'AVNOJ en novembre 1943.

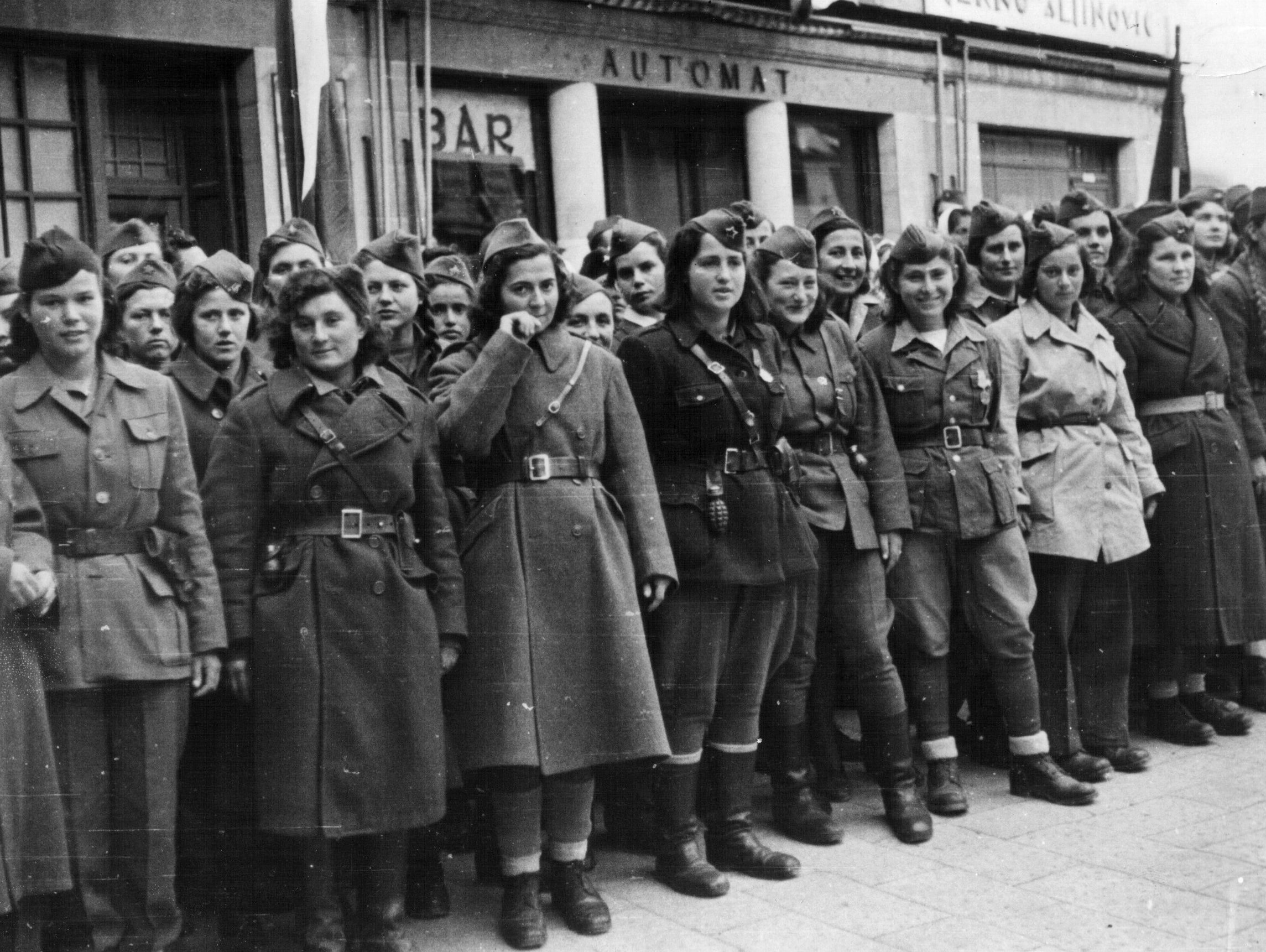
Femmes partisans lors de la libération de Split en 1944.

En avril 1941, l'invasion de la Yougoslavie par les forces de l'Axe entraîne la création d'un « État indépendant de Croatie » lié à l'Axe et dirigé par le mouvement fasciste des Oustachis : les Pejnović  sont suspects à la fois comme communistes et comme serbes. En juillet 1941, lors d'une rafle des fascistes croates dans la Lika, son mari est arrêté et torturé, probablement pour lui faire avouer une cachette ; lui et ses trois fils sont exécutés. Kata Pejnović, désormais connue comme « la femme au foulard noir », joue un rôle important dans le mouvement des Partisans yougoslaves, notamment en collectant de la nourriture et des vêtements pour les combattants. En mars 1942, elle fonde le journal Žena u borbi (« Femmes en lutte »).
Elle est la seule femme déléguée au Conseil antifasciste de libération nationale de Yougoslavie (AVNOJ) qui se réunit le 26 novembre 1942 à Bihać. Peu après, elle est élue présidente du Front antifasciste des femmes de Yougoslavie (en) (Antifašistički front žena Jugoslavije, AFŽJ). Ce Front tient sa première réunion à Bosanski Petrovac en Bosnie du 5 au 7 décembre 1942, avec 166 déléguées désignées par le Parti communiste et les différents groupes de partisans. 
Selon les chiffres officiels diffusés après la guerre, 100 000 femmes ont servi dans l'Armée nationale de libération, estimation sans doute exagérée ; 2 000 ont atteint le rang d'officier, 25 000 ont été tuées et 40 000 blessées. Elles représentaient entre 2 et 20% de l'effectif des différents maquis. Leur rôle était important surtout dans la logistique et les services médicaux, avec 173 médecins et 10 000 infirmières. 
Bien que le Front antifasciste des femmes soit considéré comme la première organisation féminine de masse en Yougoslavie, les femmes ne sont que 11, soit 4% des délégués, au second congrès de l'AVNOJ en novembre 1943, et deux membres sur 63 du Comité national de libération de Yougoslavie à la fin de la guerre. L'ordre du Héros national a été décerné à 1 241 hommes et 93 femmes. 
En 1948, Kata Pejnović est élue au comité central de la Ligue des communistes de Croatie. Elle est plusieurs fois membre du Parlement de Croatie et du Parlement de la République fédérale de Yougoslavie. Elle prend sa retraite en 1963 et meurt en 1966.

## Décoration
- Ordre du Héros national (Yougoslavie)

## Hommage
- La République socialiste de Croatie a instauré un prix Kata-Pejnović des droits de l'homme[3].